# بلقاء رقيقة البذور
بلقاء رقيقة البذور (الاسم العلمي:Melaleuca leptospermoides) هو نوع من النباتات يتبع جنس البلقاء من فصيلة الآسية.